# Wappinger (volk)

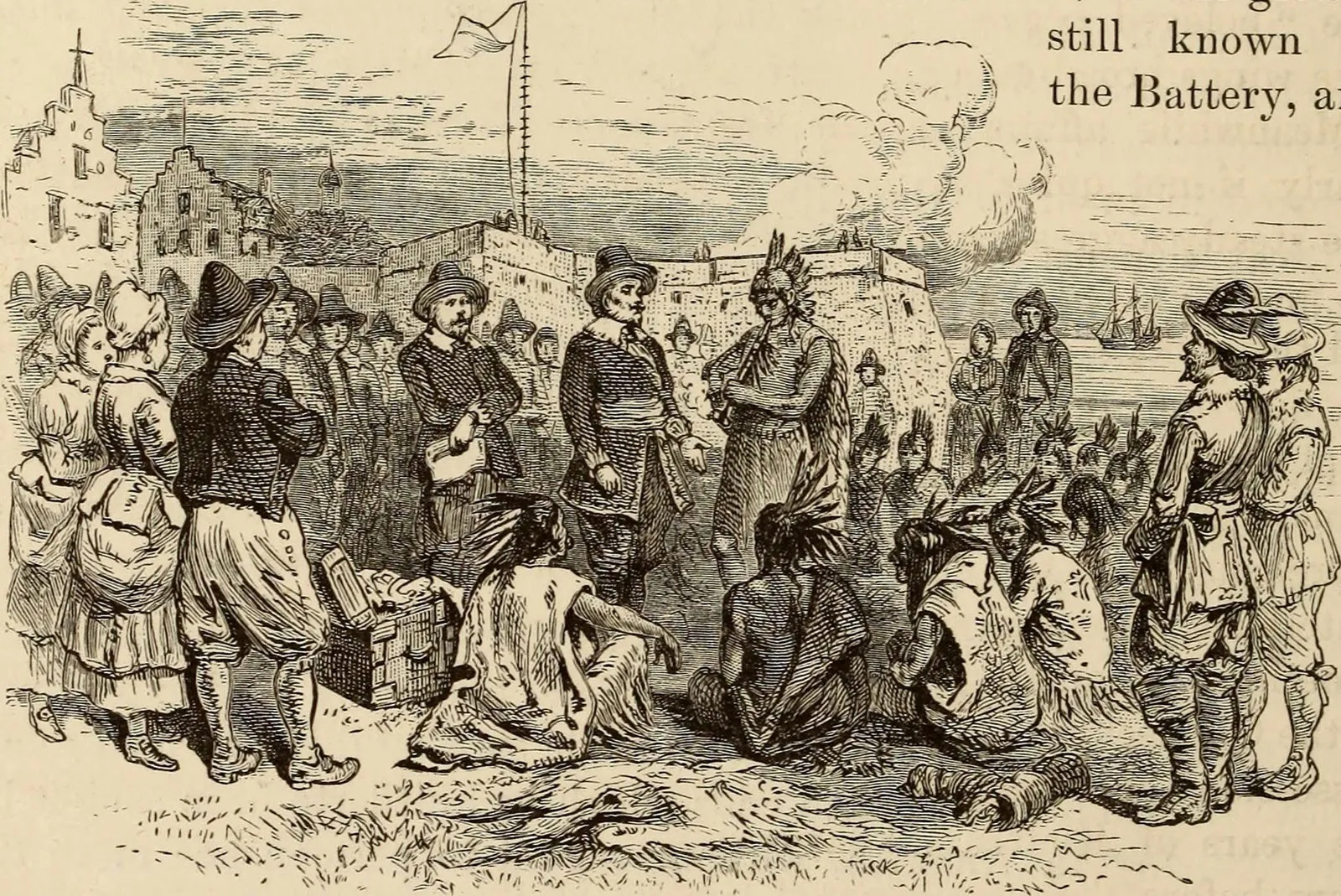
Algonquian Chief en Wappingers met Willem Kieft die een vredespijp roken, 1645

De Wappingers of Wappani waren een groep inheemse Amerikanen die in de 17e eeuw een gebied bewoonden ten oosten van de rivier de Hudson, onder andere het gebied dat nu New York en Manhattan heet en toen Nieuw-Amsterdam, tot in de staat Connecticut.
Hoewel het Europese idee van "stammen" in het algemeen niet overeenkwam met de geschiedenis van deze mensen, waren ze het meest verwant met de Lenni-Lenape-indianen, woonachtig in Delaware, en de Mahicans, die allemaal de Algonquiantaal spraken.
Tijdens de Oorlog van Kieft in 1643 verenigden de verschillende Wappingergroepen zich om tegen de Nederlanders in het verweer te komen, waarbij nederzettingen in de hele kolonie Nieuw-Nederland werden aangevallen. De meest prominente groep hierin was die van de Weckquaesgeek, van wie er meer dan 1500 werden gedood in de twee jaar durende oorlog. 
Na de oorlog viel de confederatie uit elkaar en trokken de overgebleven Wappingers uit hun gebied en vonden ze onderdak bij de omringende volken. 
De stad Wappinger en het dorp Wappingers Falls, beide in de staat New York (staat) gelegen, zijn naar hen genoemd.